# Тальян, Вардкес Григорьевич
Вардкес (Вардгес) Григорьевич Тальян (арм. Վարդգես Գրիգորի Տալյան; 18 июля 1896, г. Александрополь (ныне — Гюмри) — 1 июля 1947, Ереван) — армянский, советский композитор, педагог. Основоположник армянской советской школы преподавания композиции (Музыкальная энциклопедия, 1973—1982). Среди его учеников известные армянские композиторы А. Г. Арутюнян, А. А. Бабаджанян, Э. О. Багдасарян, Э. М. Мирзоян, Л. М. Сарьян, А. Г. Худоян.

## Биография
В 1923 окончил Тифлисскую консерваторию по классу композиции Н. Н. Черепнина, X.С. Кушнарева, С. В. Бархударяна.
В 1924 окончил медицинский факультет Закавказского университета.
В 1924—1934 гг. преподаватель и хормейстер Дома армянского искусства в Тифлисе.
С 1934 преподаватель (с 1939 доцент) Ереванской консерватории.
В 1943—1945 — ответственный секретарь правления Союза композиторов Армянской ССР.

## Семья
Супруга — Шаандухт Тальян. Детей не было.

## Сочинения
- опера Рушанская скала (по поэме Н. Зарьяна, не оконч., 1938)
- для хора и орк. — кантата «Изобилие» (слова В. Тальяна, 1940)
- ф-п. трио (1945)
- для скр. и ф-п. — Соната (1943)
- песни, в том числе Комсомолец мой (слова В. Агасян, 1930), Армения (слова В. Тальяна, 1945)
- обработка народных песен